# Двойник (фильм, 1986)
«Двойник» (латыш. Dubultnieks) — советский художественный фильм, снятый режиссёром Рихардом Пиксом на Рижской киностудии в 1986 году, его последняя работа в кинематографе. Экранизация романа Андриса Колберга «Тень».
Премьера фильма состоялась 20 апреля 1987 года. Фильм посмотрели 4,8 млн зрителей.

## Сюжет
Эрик обнаруживает свой портрет на объявлении «Разыскивается преступник» и встречает молодого парня Виктора, который очень похож на него. Оказывается, Эрик и Виктор — братья-близнецы, родившиеся в разных семьях. В процессе раскрытия своего прошлого, они находят свою настоящую мать, но не встречаются с ней. Виктор решает изменить свою жизнь, когда его бывшие «дружки» пытаются наказать его за долги. Эрика ранят, но Виктор помогает ему и решает начать все заново.

Как в литературе, так и в кинематографе тема «двойников» не нова. Меня же в ней привлекло то, что встреча братьев была необходима им обоим. Почему? Об этом зрители узнают, посмотрев нашу картину.
— режиссёр Рихард Пикс, из журнала «Советский экран», 1986 год

## В ролях
- Юрис Жагарс — Виктор
- Андрейс Жагарс — Эрик
- Антра Лиедскалныня — мать Эрика
- Майя Апине — Ивета
- Лилита Озолиня — Нина
- Аусма Кантане — настоящая мать
- Астрида Кайриша — директор детдома
- Артурс Димитерс — бывший врач роддома
- Витаутас Томкус — Черня
- Леонидс Грабовскис
- Рудольф Аллаберт

## Съёмки
Съёмки велись в Риге.

## Награды
- 1986 — Латвийский национальный кинофестиваль — Приз Латвийской кинопремии Юрису Жагарсу